# 해즈브로 스튜디오

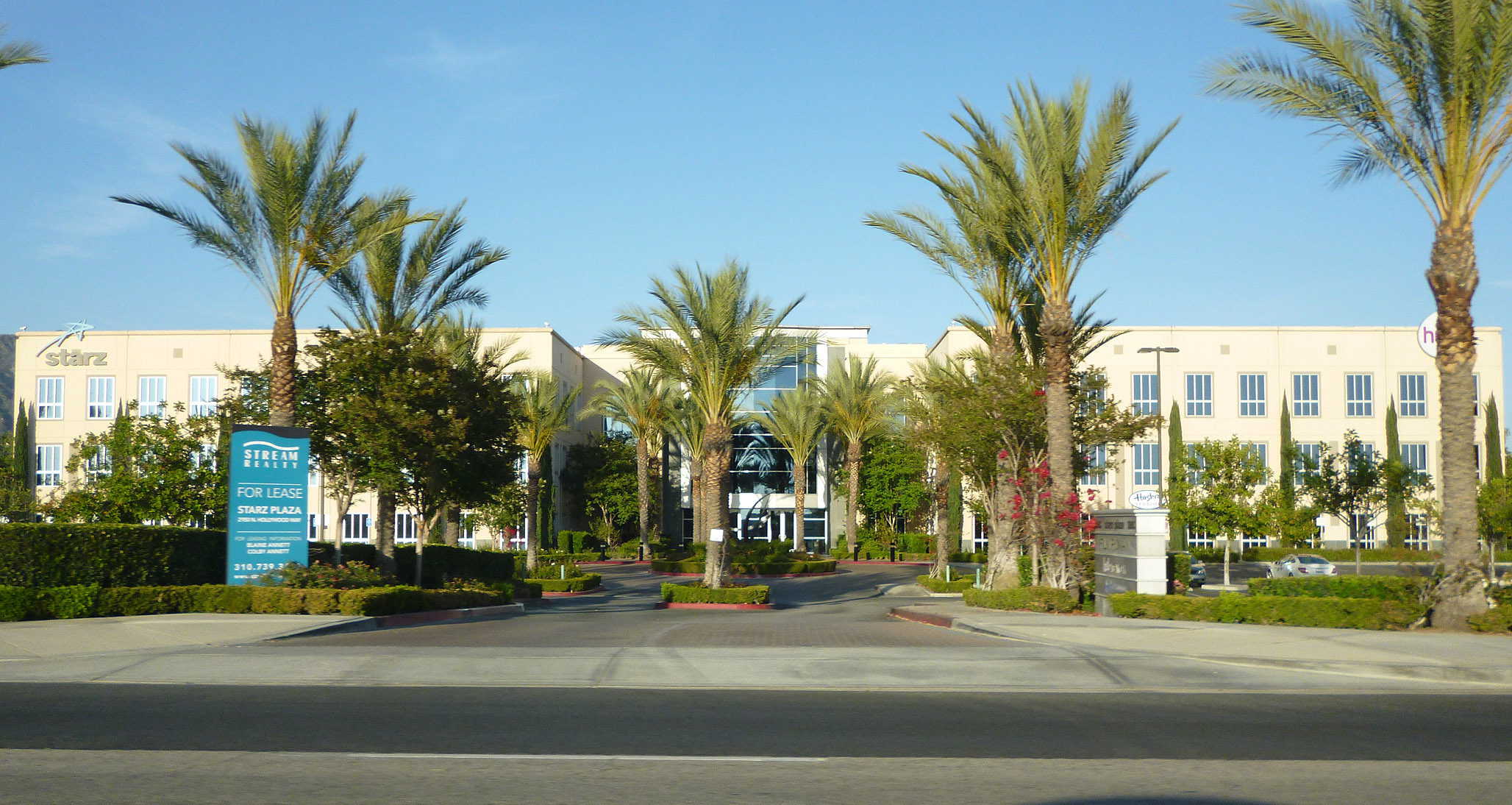

해즈브로 스튜디오(Hasbro studios)는 해즈브로사의 장난감/게임에 기반을 두고있는 영화 & 애니메이션 제작사로, 켈리포니아 버벵크에 제작 스튜디오가 위치해있다. 또한, 디스커버리 커뮤니케이션스 와의 조인트 벤처를 통해서 가족 중심의 오락/어린이 채널인 Discovery Family를 소유하고 있으며 해즈브로 스튜디오의 자금/투자 관리를 담당하는 Allspark Pictures와 단편물의 영상과 광고를 제작하는 Cake Mix Studio를 자회사로 두고 있다.

## 역사
해즈브로의 완구/게임 상품의 TV 애니메이션 제작/배급을 맡기위해 2009년, 해즈브로 스튜디오가 설립되었다. 2010년, 여성들을 위한 완구를 기반으로 만들어진 애니메이션인 마이 리틀 포니를 시작으로 TV 애니메이션 제작에 뛰어들었다. 2012년, 프라임의 세계관의 기반을 둔 애니메이션 트랜스포머 프라임으로 트랜스포머에 관한 애니메이션 제작에 뛰어들었다.
2019년 3월 28일 하스브로 스튜디오는 올스파크 (Allspark) 하스브로 회사로 브랜드를 변경하였다.

## Hasbro Films
Hasbro Films는 해즈브로사의 장난감/보드게임을 가지고 영화를 개발/제작하는 해즈브로 스튜디오의 영화 사업부문이다.

### 설립 이전
2007년, 드림웍스와 파라마운트가 취득한 트랜스포머의 첫 번째 실사영화가 개봉되었다. 흥행에 청신호가 켜짐에 따라서 파라마운트가 계속해서 트랜스포머 프랜차이즈를 이어나가게된다. 그리고, 지.아이.조의 판권도 함께 취득하는데 성공했다.

### 주요 작품 목록

#### 장편 영화
| 연도 | 제목                    | 레이블            | 제공/배급사                                 | 공동 제작 스튜디오                   |
| ---- | ----------------------- | ----------------- | ------------------------------------------- | ------------------------------------ |
| 2007 | 트랜스포머              | Hasbro            | 드림웍스 픽처스/파라마운트 픽처스           | di Bonaventura Pictures              |
| 2009 | 트랜스포머: 패자의 역습 | Hasbro            | 드림웍스 픽처스/파라마운트 픽처스           | di Bonaventura Pictures              |
| 2009 | 지.아이.조: 전쟁의 서막 | Hasbro            | 파라마운트 픽처스/스파이글래스 엔터테인먼트 | di Bonaventura Pictures              |
| 2011 | 트랜스포머 3            | Hasbro            | 파라마운트 픽처스                           | di Bonaventura Pictures              |
| 2012 | 배틀쉽                  | Hasbro            | 유니버설 픽처스                             | Bluegrass Films, Film 44             |
| 2013 | 지.아이.조 2            | Hasbro            | 파라마운트 픽처스/MGM/스카이댄스 프로덕션스 | di Bonaventura Pictures              |
| 2014 | 트랜스포머: 사라진 시대 | Hasbro            | 파라마운트 픽처스                           | di Bonaventura Pictures              |
| 2014 | 위자                    | Hasbro Studios    | 유니버설 픽처스                             | Blumhouse Productions, 플래티넘 듄스 |
| 2015 | 젬 앤 더 홀로그램       | Allspark Pictures | 유니버설 픽처스                             | Blumhouse Productions, SB Projects   |
| 2016 | 위자: 저주의 시작       | Allspark Pictures | 유니버설 픽처스                             | Blumhouse Productions, 플래티넘 듄스 |
| 2017 | 트랜스포머: 최후의 기사 | Hasbro            | 파라마운트 픽처스                           | di Bonaventura Pictures              |
| 2017 | 마이 리틀 포니: 더 무비 | Allspark Pictures | 라이온스 게이트                             | DHX Media                            |
| 2018 | 범블비                  | Allspark Pictures | 파라마운트 픽처스                           | di Bonaventura Pictures              |

## TV 제작 부문
| 제작연도 | 제목                          |
| -------- | ----------------------------- |
| 2010     | 트랜스포머 프라임             |
| 2014     | 마이 리틀 포니: 우정은 마법   |
| 2015     | 트랜스포머 로봇 인 디스가이즈 |

## 같이 보기
- 해즈브로
- 드림웍스
- 파라마운트 픽처스
- 유니버설 스튜디오